# Molophilus (Molophilus) uniguttatus
Molophilus (Molophilus) uniguttatus is een tweevleugelige uit de familie steltmuggen (Limoniidae). De soort komt voor in het Australaziatisch gebied.